# غاري فالنتاين
غاري فالنتاين (بالإنجليزية: Gary Valentine)‏ (و. 1961  م) هو ممثل تلفزي، وممثل أفلام، وكاتب سيناريو، ومنتج أفلام أمريكي، ولد في نيويورك.

## التعليم
تعلم في Ward Melville High School ‏
.

## وصلات خارجية
- غاري فالنتاين على موقع IMDb (الإنجليزية)
- غاري فالنتاين على موقع روتن توميتوز (الإنجليزية)
- غاري فالنتاين على موقع ألو سيني (الفرنسية)
- غاري فالنتاين على موقع أول موفي (الإنجليزية)
- غاري فالنتاين على موقع قاعدة بيانات الأفلام السويدية (السويدية)
- غاري فالنتاين على موقع إن إن دي بي (الإنجليزية)
- غاري فالنتاين على موقع قاعدة بيانات الفيلم (الإنجليزية)
- غاري فالنتاين على موقع كينوبويسك (الروسية)